# أندرو بويد
أندرو بويد (بالإنجليزية: Andrew Boyd)‏ هو مبارز بالسيف أمريكي، ولد في 30 يناير 1910 في نيويورك في الولايات المتحدة، وتوفي في 10 يناير 2002 في بيشوب في الولايات المتحدة.

## وصلات خارجية
- أندرو بويد على موقع أوليمبيديا (الإنجليزية)